# Pseudohermonassa ononensis
Pseudohermonassa ononensis är en fjärilsart som beskrevs av Bremer 1861. Pseudohermonassa ononensis ingår i släktet Pseudohermonassa och familjen nattflyn. Inga underarter finns listade.